# Kráľova hoľa
Kráľova hoľa (phát âm tiếng Slovak: [ˈkraːʎɔʋa ˈɦɔʎa]; tiếng Đức: Königsberg; tiếng Hungary: Király-hegy) là ngọn núi có chiều cao lớn nhất (1.946 m) nằm ở phía đông của dãy núi Tatras Hạ, miền trung Slovakia. Cùng nằm trong nhóm những đỉnh núi cao thuộc Vườn quốc gia Tatras Hạ, nhưng Kráľova hoľa nổi bật hơn bởi lẽ xung quanh đỉnh nói có bốn con sông lớn của Slovakia vây quanh, đó là: sông Čierny Váh, sông Hnilec, sông Hornád và sông Hron. Có rất nhiều cách để di chuyển đến núi, trong đó, đơn giản nhất là đi bộ men theo những con đường mòn từ làng Telgárt, hoặc băng qua những con đường trải nhựa từ làng Šumiac (không mở cửa cho các phương tiện cơ giới, ngoại trừ dịch vụ cứu hộ trên núi và nhân viên bảo trì của máy phát vô tuyến trên đỉnh núi). Trên những con đường di chuyển lên đỉnh núi, du khách cũng có thể chiêm ngưỡng cái nhìn toàn cảnh về dãy núi Tatras, khu vực Spiš, khu vực Liptov, và Thung lũng Upper Hron. Vào đầu thế kỷ 19, khai thác gỗ đã tàn phá những khu rừng vô cùng nặng nề. Vào nửa sau của thế kỷ, nhờ vào những nỗ lực to lớn của chuyên gia quản lý công nghiệp gỗ Ludwig Greiner đã giúp phục hồi diện tích lớn đường rừng ở độ cao khoảng 1.650 m (5.413 ft.).
Kráľova hoľa xuất hiện thường xuyên trong văn học dân gian và thơ ca lãng mạn của Slovakia, và trở thành một nơi ẩn náu an toàn của các anh hùng. Bên cạnh đó, những tác giả cũng sử dụng hình ảnh của Kráľova hoľa như một phép ẩn dụ về quê hương trong các bản ballad dân gian (chẳng hạn như Na Kráľovej holi) và đặc biệt trong bài thơ nổi tiếng Cái chết của Jánošík (1862) của nhà thơ Ján Botto. Ngày nay, núi Kráľova hoľa và núi Kriváň trở thành một trong những biểu tượng quốc gia không chính thức của Slovakia.
Trong cuộc Nổi dậy toàn quốc ở Slovakia chống Đức quốc xã, ngọn núi đã trở thành nơi trú ẩn của nhóm đảng phái Jánošík. Trên đỉnh núi xây dựng một trạm thời tiết, một trạm của dịch vụ cứu hộ vùng núi và bên cạnh đó còn có một máy phát vô tuyến hiện đại cao 137,5 mét.